# Malthonica
Malthonica es un género de arañas araneomorfas pertenecientes a la familia Agelenidae. Se encuentra en Eurasia, África, Asia y América.

## Especies
Según The World Spider Catalog 12.0:
- Malthonica africana Simon & Fage, 1922
- Malthonica anhela (Brignoli, 1972)
- Malthonica annulata (Kulczynski, 1913)
- Malthonica argaeica (Nosek, 1905)
- Malthonica arganoi (Brignoli, 1971)
- Malthonica balearica Brignoli, 1978
- Malthonica bozhkovi Deltshev, 2008
- Malthonica campestris (C. L. Koch, 1834)
- Malthonica daedali Brignoli, 1980
- Malthonica dalmatica (Kulczynski, 1906)
- Malthonica eleonorae (Brignoli, 1974)
- Malthonica epacris (Levy, 1996)
- Malthonica ferruginea (Panzer, 1804)
- Malthonica lehtineni Guseinov, Marusik & Koponen, 2005
- Malthonica lenkoranica Guseinov, Marusik & Koponen, 2005
- Malthonica lusitanica Simon, 1898
- Malthonica lyncea (Brignoli, 1978)
- Malthonica maronita (Simon, 1873)
- Malthonica mediterranea (Levy, 1996)
- Malthonica minoa (Brignoli, 1976)
- Malthonica montana (Deltshev, 1993)
- Malthonica nakhchivanica Guseinov, Marusik & Koponen, 2005
- Malthonica nemorosa (Simon, 1916)
- Malthonica oceanica Barrientos & Cardoso, 2007
- Malthonica pagana (C. L. Koch, 1840)
- Malthonica paraschiae Brignoli, 1984
- Malthonica parvula (Thorell, 1875)
- Malthonica pasquinii (Brignoli, 1978)
- Malthonica picta (Simon, 1870)
- Malthonica podoprygorai Kovblyuk, 2006
- Malthonica pseudolyncea Guseinov, Marusik & Koponen, 2005
- Malthonica ramblae (Barrientos, 1978)
- Malthonica rilaensis (Deltshev, 1993)
- Malthonica sardoa Brignoli, 1977
- Malthonica sbordonii (Brignoli, 1971)
- Malthonica sicana Brignoli, 1976
- Malthonica silvestris (L. Koch, 1872)
- Malthonica spinipalpis Deltshev, 1990
- Malthonica tyrrhenica (Dalmas, 1922)
- Malthonica vallei (Brignoli, 1972)
- Malthonica vomeroi (Brignoli, 1977)